# كيسة بزوغية
الكيسة البزوغية أو كيس البزوغ أو كيسة الإثغار (بالإنجليزية: eruption cyst)‏ أو الورم الدموي البازغ (بالإنجليزية: eruption haematoma)‏ هو تورم مزرق يحدث في الأنسجة الليّنة فوق السن الذي في طور البزوغ، و تتواجد عادةً عند الأطفال، وهو ورم حميد مرتبط بالأسنان الأمامية الدائمة في مرحلة البزوغ من خلال العظم وهو عادة من يحدث بالفك العلوي أكثر منه بالفك السفلي ويعود تكون البزوغ الكيسي نتيجة لانفصال الظهارة عن ميناء السن نتيجة لتجم السوائل أو الدم في الخراج الجيبي.
يكون السائل الذي في الكيس في بعض الأحيان شاحب اللون بشكل واضح، على الرغم من أنّ كثير من الأحيان تبدو زرقاء. و كيس البزوغ (ورم دمويّ بزوغيّ) هو كيس الأنسجة الناعمة النمائية من أصل سنيّ المنشأ، التي تتشكل فوق الأسنان التي في طور البزوغ.
وتشير التقارير إلى أن معظم الأكياس البزوغية تظهر ما بين عمر 6-9 سنوات وهو نفس مرحلة بزوغ الطواحين الامامية الدائمة والقواطع كما وتشير الدراسات إلى أن نسبة تكون الكيس البوغي في منطقة الأسنان الامامية والطواحين أكثر منها في منطقة الناب والضواحك.
وكما قد يكون لون الكيس ما بين اللون الوردي والأحمر والأزرق والأسود وعادة ما تكون مجودة مكان بزوغ ميناء السن في منطقة التجويف وعادة ماتتكون في الجزء الأيمن بنسبة متساوية للذكور والإناث.
بالصورة الشعاعية هنا يصعب تميز الكيس البزغي لإنه ليس جزء من العظم وتشريحيا، يعرض هذا الكيس نفس الخصائص المجهرية مثل الكيس مسنن، مع الأنسجة الليفية الضامة مغطاة بطبقة رقيقة من ظهارة الخلوية غير الكيراتينية.

## الصفات السريريّة
- تحدث غالبًا عند الأطفال و نادرًا عند الأعمار الأخرى.
- تتكون على سطح اللثة المحيطة بالسن الذي يبزغ و تكون على شكل تورم مدوّر ليّن أزرق اللون.
- تتميز بسطح لامع لزج
- تكون مؤلمة أحيانا وقد تتراوح درجة الألم 4 من 9.
- قد يخرج منها خراج بين فترة وأخرى ويكون دموي أو خراج أبيض.

## الصفات النسجيّة
- الغطاء الطلائي لكيس البزوغ يشبه ذلك الغطاء للكيسَةٌ السِنِّيَّة (نسيج ظِهاري غير مُتَقَرِّن، مَرْصُوف, حَرْشَفِيّ), لذلك كيس البزوغ يعتبر كيس تاجيّ سطحيّ.
- المِحْفَظَة اللِّيفِيَّة تظهرخَلاَيا الْتِهابِيَّة، غالبًا كنتيجة لرَضْح.
- الغطاء الطلائي للكيس منفصل عن مُخاطِيَّةُ السِّنْخ عن طريق غشاء رقيق من النسيج اللِّيفِيّ مع طَغْوَة ظِهارِيَّة من الكيس الظِهارِيّ يواجه مُخاطِيَّةُ السِّنْخ.
- تجويف الكيس قد يحتوي على دم بالإضافة إلى سائل بروتيني أصفر كنتيجة للرضح.

## العلاج
في الغالب الأكياس لا تحتاج لأي علاج والتدخل الجراحي عادة ما يكون عندما تؤدي إلى تشوه جمالي أو عندما تبدأ بالنزف أو عندما تصاب بعدوى بكتيرية والتدخل الجراحي يتم عن طريق شق السطح العلوي للكيس مما يؤدي إلى خروج السوائل إلى الخارج والسماح لميناء السن بالنمو فقد تتم إزالة سقف الكيس للسماح للسن ب البزوغ على الرغم من أن معظم الأكياس تنفجرمن تلقاء نفسها.